# Leucostoma engeddense
Leucostoma engeddense là một loài ruồi trong họ Tachinidae.